# فريدريك هوارد كولينز
فريدريك هوارد كولينز هو سياسي كندي، ولد في 1903 في تورونتو في كندا، وتوفي في 1982 في سانت كاثرينز في كندا.